# جرج آرمیتیج میلر
جرج آرمیتیج میلر (انگلیسی: George Armitage Miller؛ زاده ۳ فوریهٔ ۱۹۲۰ درگذشته ۲۲ ژوئیهٔ ۲۰۱۲) روان‌شناس اهل ایالات متحده آمریکا بود که از پایه‌گذاران روان‌شناسی شناختی و علوم شناختی به‌شمار می‌رود. او همچنین در پیدایش روان‌شناسی زبان نقش ایفا کرد.
مقالهٔ میلر با عنوان عدد جادویی هفت، به علاوه یا منهای دو، از پراستنادترین مقالات روان‌شناسی است.